# Chrispin Insulander
Chrispin Insulander, född 1660 i Kristinehamn, död 1713, var en svensk präst.

## Biografi
Chrispin Insulander föddes 1660 i Kristinehamn. Han var son till rådmannen och tullinspektoren Mattias Insulander vid norska gränsen. Insulander studerade vid Kristinehamns skola och fick därefter privatundervisning. Han blev 1674 student vid Uppsala universitet och avlade 1691 magistergraden. Insulander prästvigdes och blev 1693 extra ordinarie kungliga hovpredikant samt predikant vid Livgardet. Han blev 27 november 1693 kyrkoherde i Nyköpings västra församling, tillträdde 1694 och blev samma år kontraktsprost i Nyköpings västra kontrakt. Insulander var preses vid prästmötet i Strängnäs 1702 och blev 1708 fältsuperintendent. Han utnämndes 7 juni 1708 av Karl XII till överhovpredikant och preses Hovkonsistoriet, tillträdde 1712 då han avlade ed. Insulander avled 1713.

### Familj
Insulander gifte sig första gången med Kristina Johansdotter Iser. Hon var änka efter kyrkoherden Johannes Ullberg i Nyköpings västra församling. Insulander och Iser fick tillsammans dottern Margareta Insulander. Han gifte sig andra gången med Kristina Andersen, dotter till handlanden Thomas Andersen och Sara Nyman samt änka efter fältsuperintendenten Johan Thingwall. Insulander och Kristina Andersen fick tillsammans barnen Anna Insulander, som var gift med kyrkoherden Sven Bruhn i Runtuna församling, och regementspredikanten Nicolaus Insulander vid Skånska dragonregementet.